# Saint-Just-d'Ardèche
Saint-Just-d'Ardèche (até 2011: Saint-Just) é uma comuna francesa na região administrativa de Auvérnia-Ródano-Alpes, no departamento de Ardèche. Estende-se por uma área de 10,44 km². Em 2010 a comuna tinha 1 720 habitantes (densidade: 164,8 hab./km²).